# لا پوکاتییر، کبک
لا پوکاتییر (به فرانسوی: La Pocatière) شهرکی در منطقه شهری کاموراسکا ناحیه با-سن-لوران در استان کبک کانادا است. در سرشماری سال ۲۰۱۱ این شهرک ۴٬۳۸۸ نفر جمعیت داشته‌است و مساحت آن ۲۲٫۷۱ کیلومتر مربع است.